# نزف هضمي
النزف الهضمي (بالإنجليزية: Gastrointestinal bleeding)‏ يصف كل أشكال النزف (فقدان الدم) في جهاز الهضم من البلعوم حتى المستقيم. له العديد من المسببات والسوابق الطبية، الفحص السريري عموما يميز بين الأشكال الرئيسية. درجة النزيف يمكن أن تتراوح بين صعبة الاٍكتشاف، حادة والكبيرة والنزيف المهدد للحياة.
تشمل الأعراض في حالات الفقد الكبير للدم خلال فترة زمنية قصيرة ما يلي: تقيؤ دم أحمر أو تقيؤ دم أسود أو تغوط براز أحمر أو زفتي اللون.قد يسبب نزف كميات صغيرة لفترة طويلة من الزمن في الإصابة بفقر دم ناجم عن نقص الحديد، ما يؤدي إلى الشعور بالتعب أو الألم الصدري المرتبط بالقلب. قد تشمل الأعراض الأخرى ما يلي: ألم البطن وضيق النفس وشحوب الجلد أو الإغماء. في بعض الأحيان قد لا تظهر أعراض عند الأشخاص الذين يعانون من نزف كميات صغيرة.
ينقسم النزيف عادةً إلى نوعين رئيسيين: نزيف الجهاز الهضمي العلوي ونزيف الجهاز الهضمي السفلي. تشمل أسباب نزيف الجهاز الهضمي العلوي: القرحة الهضمية ودوالي المريء الناجمة عن تشمع الكبد والسرطان، من بين أمور أخرى. تشمل أسباب نزيف الجهاز الهضمي السفلي: البواسير والسرطان ومرض التهاب الأمعاء وغيرها. يبدأ التشخيص عادةً بأخذ القصة السريرية والفحص السريري إلى جانب الاختبارات الدموية. يمكن الكشف عن كميات صغيرة من النزيف عن طريق اختبار الدم الخفي في البراز. قد يحدد التنظير الداخلي للجهاز الهضمي العلوي والسفلي مكان النزيف، وقد يكون التصوير الطبي مفيدًا في الحالات غير الواضحة.
يركز العلاج الأولي على الإنعاش الذي قد يشمل السوائل الوريدية وعمليات نقل الدم. في كثير من الأحيان، لا ينصح بعمليات نقل الدم إلا إذا كان الخضاب الدموي أقل من 70 أو 80 غ/ لتر.يمكن تناول العلاج بمثبطات مضخة البروتون والأوكتريوتيد والمضادات الحيوية في حالات معينة. إذا لم تكن التدابير الأخرى فعالة، يمكن اللجوء إلى الدك باستخدام البالون لدى من يعانون من دوالي المريء. يُنصَح عمومًا بتنظير المريء والمعدة والإثني عشر أو التنظير الداخلي للأمعاء الغليظة في غضون 24 ساعة: فهذا يسمح بالعلاج والتشخيص.
يعتبر نزف الجهاز الهضمي العلوي أكثر شيوعًا من نزف الجهاز الهضمي السفلي.  يحدث نزف الجهاز الهضمي العلوي لدى 50 إلى 150 شخص من كل 100000 بالغ في السنة. يُقدَّر حدوث نزف الجهاز الهضمي السفلي لدى نحو 20 إلى 30 شخص من كل 100000 بالغ في السنة. يسبب النزف الهضمي نحو 300000 دخول للمستشفى سنويًا في الولايات المتحدة. يتراوح خطر الوفاة الناجم عن نزف الجهاز الهضمي ما بين 5% و30%.  يكون خطر النزف أكثر شيوعًا عند الذكور ويزداد مع تقدم السن.

## الأنواع
يمكن تقسيم نزف الجهاز الهضمي إلى متلازمتين سريريتين: النزف الهضمي العلوي والنزف الهضمي السفلي. تكون نحو 2/3 من جميع حالات النزف الهضمي من مصادر علوية ونحو 1/3 من مصادر سفلية. تشمل الأسباب الشائعة لنزف الجهاز الهضمي الالتهابات والسرطانات واضطرابات الأوعية الدموية وآثار جانبية لبعض الأدوية واضطرابات تخثر الدم. يكون النزف الهضمي غامضًا عندما يكون مصدر النزف غير واضح بعد إجراء الاستقصاءات التشخيصية.

### النزف الهضمي العلوي
يكون النزف علويًا إذا كان مصدره أي مكان يقع بين البلعوم ورباط تريتز. يتظاهر المصدر العلوي بالإقياء المدمى أو البراز الزفتي. تنجم نصف الحالات تقريبًا عن القرحة الهضمية (قرحة المعدة أو الإثني عشر). يعد التهاب المريء والتهاب المريء التآكلي من الأسباب الأخرى الشائعة. يكون السبب في 50-60%  من الحالات ناجمًا عن دوالي المريء لدى الأشخاص الذين يعانون من تشمع الكبد. يعاني نحو نصف المصابين بالقرحة الهضمية من الإنتان بالملوية البوابية. وتشمل الأسباب الأخرى متلازمة مالوري فايس والسرطان وخلل التنسج الوعائي.
تسبب العديد من الأدوية نزف من الجهاز الهضمي العلوي. تزيد مضادات الالتهاب غير الستيروئيدية أو مثبطات كوكس-2 من خطر حدوث ذلك بأربعة أضعاف. قد تزيد أيضًا مثبطات استرداد السيروتونين الانتقائية والستيروئيدات القشرية ومضادات التخثر من خطر النزف. يكون الخطر أكبر بنسبة 30% عند استخدام الدابيغاتران مقارنةً بالوارفارين.

### النزف الهضمي السفلي
يكون النزف السفلي عادةً من القولون أو المستقيم أو فتحة الشرج. تشمل الأسباب الشائعة لنزيف الجهاز الهضمي السفلي البواسير والسرطان وخلل تنسج الأوعية الدموية والتهاب القولون التقرحي وداء كرون والناسور الأبهري المعوي. يجب التفكير بذلك في حال مرور دم أحمر طازج عن طريق المستقيم، خاصةً في حال عدم وجود قيء دموي. قد يكون التغوط الزفتي المعزول ناجم عن نزف أي مكان بين المعدة والقولون الداني.

### أسباب أخرى
يمكن لعدد من الأطعمة والأدوية تغيير لون البراز إلى الأحمر أو الأسود. قد يغير البزموت الموجود في العديد من مضادات الحموضة لون البراز إلى أسود، وهذا قد يحدث عند استخدام الفحم النشط أيضًا. قد يخلط الشخص بين الدم القادم من المهبل أو المسالك البولية والدم القادم مع البراز.